# Zélassé
Zélassé est une commune rurale située dans le département de Gossina de la province du Nayala dans la région de la Boucle du Mouhoun au Burkina Faso.

## Santé et éducation
Zélassé possède un collège d'enseignement général (CEG).